# Dobrzyczno (Lubosz Wielki)
Dobrzyczno (częściej Lubosz Wielki) – jezioro morenowe w woj. wielkopolskim, w powiecie międzychodzkim, we wschodniej części gminy Kwilcz, na pograniczu z gminą Pniewy. Ściśle na zachodnim brzegu zbiornika położona jest wioska Chudobczyce. Około 300 m od północnego brzegu biegnie droga krajowa nr 24, a na wschodnim brzegu zlokalizowane jest kąpielisko we wsi Zamorze. Lubosz Wielki jest największym jeziorem w gminie Kwilcz.

## Hydronimia
Według urzędowego spisu opracowanego przez Komisję Nazw Miejscowości i Obiektów Fizjograficznych (KNMiOF) nazwa tego jeziora to Dobrzyczno. Współcześnie, znacznie częściej w różnych publikacjach i mapach topograficznych jezioro to występuje pod nazwą Lubosz Wielki. Czasem wspominana jest też nazwa Dobrzyczne.

## Historia
Jezioro jako Dobrzyczno po raz pierwszy zostało wspomniane w roku 1435. W źródłach historycznych określane było także jako Dobryczno maius. 
 
Właśnie w 1435 roku jezioro zostało wymienione jako własność szlachecka Niemierza i Sędziwoja, braci z Grodziska Wlkp. Ci zapisują swojej matce, Annie, 200 grzywien posagu i wiana na wsi Lubosz z jeziorem k. Lubosza, rezerwując tylko jedną toń dla wsi Chorzewo, z jeziorami Lewoszyna, Gogoline, Oćmiech, Obierze, Czarne, Uścięcino i Dobrzyczno (rezerwując dla wsi Chudopsice w tymże jeziorze Dobrzycznie Wielkim tonie Zgon, Postrzalna, Sitna i Sosnka) oraz z obiektami nieokreślonymi: Wilcze Ostrowy i Jankowice, przynależnymi do Lubosza, a także Rozpędowo, Ochodza, Obryciec, Wierzbowiec, z folwarkiem Uścięcino i częścią jeziora zwanego Zamorskim.

## Warunki naturalne
Jezioro ma wydłużony kształt z kierunku północnego na południowo-zachodni. Jego muliste dno jest zróżnicowane i posiada dwa głęboczki. Linia brzegowa jest natomiast średnio rozwinięta lecz urozmaicona. Długość linii brzegowej wynosi 5,5 km. Akwen posiada niskie brzegi, w znacznej części podmokłe, ale prawie bezleśne. Wzdłuż prawie całej linii brzegowej jeziora silnie rozwinięta jest roślinność wodna wynurzona. 
 Zlewnia jeziora położona jest w bezpośrednim dorzeczu rzeki Mogilnicy. Lubosz Wielki zasilany jest przez okresowo płynące cieki, odwadniające przyległe grunty oraz ciek wpływający od strony północnej, łączący je z odległym o około 500 m jeziorem Luboszek. Ze wschodniej części jeziora wypływa ciek łączący je z odległym o około 3 km jeziorem Pniewskim.

## Zlewnia
Zlewnia jeziora wynosi 13,7 km². Największą część zlewni bezpośredniej jeziora zajmują:
- grunty orne (przylegające do jeziora miejscami od strony północno-zachodniej i północnej) - 74,4%,
- sady - 0,7%,
- obszary leśne, łąki i tereny podmokłe wokół jeziora - 24,4%,
- zabudowania we wsi Chudobczyce - 0,3%.

## Dane morfometryczne
Powierzchnia zwierciadła wody według różnych źródeł wynosi od 94 ha do 94,52 ha. Jest to największe pod względem powierzchni jezioro w gminie Kwilcz.
Zwierciadło wody położone jest na wysokości 94,3 m n.p.m.. Średnia głębokość jeziora wynosi 9,4 m, natomiast głębokość maksymalna 29,2 m.

## Badania wód
Jezioro jest zbiornikiem o wodach średniej jakości, umiarkowanie podatnym na wpływy zewnętrzne. Na podstawie przeprowadzonych w roku 2000 badań wód jeziora stwierdzono deficyt tlenowy latem w warstwie hypolimnionu, pozaklasowe wartości wskaźnika przewodności elektrolitycznej właściwej oraz wysokie stężenia potasu, wskazujące na dużą koncentrację soli mineralnych pochodzenia rolniczego. Badania hydrobiologiczne wykazały wysoką liczebność fitoplanktonu wiosną i bardzo wysoką latem, mianowicie:
- znaczny udział sinic wiosną,
- masowy rozwój latem bakterii nitkowatych Pelonema subtilissimum spowodowany silnym zakwitem sinicowym,
- obecność bakterii Macromonas mobilis świadcząca o warunkach beztlenowych w hypolimnionie jeziora.

Zooplanktonowy wskaźnik stanu trofii wskazuje na wysoką eutrofię. Według badań przeprowadzonych w roku 2000, stan sanitarny wód odpowiadał II klasie czystości. W stosunku do wyników poprzednich badań (rok 1989) stwierdzono poprawę stanu sanitarnego jeziora (z klasy III do II) oraz korzystniejsze wartości wskaźników fizyczno-chemicznych (wynik punktacji w roku 1989 - 2,47, w roku 2000 - 2,27), co nie wpłynęło jednak na sumaryczną ocenę klasy czystości według tych parametrów. 

Źródła zanieczyszczeń stanowią spływy z pól położonych w zlewni bezpośredniej jeziora, a także stanowiska wędkarskie i kąpielisko we wsi Zamorze.

## Turystyka

### Warunki do wędkowania
W klasyfikacji rybackiej jezioro określane jest typem sielawowym.

### Rekreacja
Zbiornik mimo dużego potencjału turystycznego, tylko w niewielkim stopniu wykorzystywane jest właśnie w tych celach. Na południowym brzegu we wsi Zamorze zlokalizowane jest niewielkie kąpielisko, oraz osiedle domków letniskowych. Na zachodnim brzegu usytuowany jest ośrodek wczasowy stowarzyszenia "Barka" oraz wypożyczalnia sprzętu wodnego.